# Lew Sztejnberg
Lew Pietrowicz Sztejnberg (ros. Лев Петрович Штейнберг; ur. 3 września?/15 września 1870 w Jekaterynosławiu, zm. 16 stycznia 1945 w Moskwie) – radziecki dyrygent i kompozytor; Ludowy Artysta ZSRR.

## Życiorys
Absolwent Konserwatorium Petersburskiego z 1893, uczył się gdy fortepianowej u Antona Rubinsteina i Karła Fan-Arka, teorii kompozycji u Nikołaja Rimskiego-Korsakowa i Nikołaja Sołowjowa, harmonii u Anatolija Ladowa.
Pracę jako dyrygent rozpoczął w 1893 na tradycyjnych letnich koncertach symfonicznych w Druskienikach. Od 1899 dyrygował operami w Petersburgu, w Teatrze Kokonowa i Teatrze Maryjskim, występował także jako dyrygent symfoniczny i operowy w Moskwie (1902), Saratowie (1903), Charkowie (1910—1913), Kijowie (1911—1914) i w innych miastach; od 1914 za granicą - w Paryżu, Londynie, Bernie, Dreźnie, Lipsku, Berlinie.
W latach 1917—1924 pracował w Kijowie, 1924—1926 — w Charkowie, 1926—1928 — w Swierdłowsku i w Baku, brał udział w zorganizowaniu teatrów i filharmonii w Kijowie i Odessie.
Od 1928 do 1941 i od 1943 do śmierci w 1945 był dyrygentem Teatru Wielkiego w Moskwie, gdzie dyrygował m.in. 22 opery. Od 1934 był kierownikiem artystycznym i głównym dyrygentem orkiestry symfonicznej Centralnego Domu Armii Czerwonej. W latach 1937–1938 był profesorem Konserwatorium Moskiewskiego.
Od 1943 do śmierci kierował Moskiewską Państwową Orkiestrą Symfoniczną.
Został pochowany na Cmentarzu Nowodziewiczym.

## Tytuły i odznaczenia
- Ludowy Artysta Ukraińskiej SRR (1923);
- Ludowy Artysta ZSRR (2 czerwca 1937);
- Bohater Pracy (1923)[2].